# Rijs

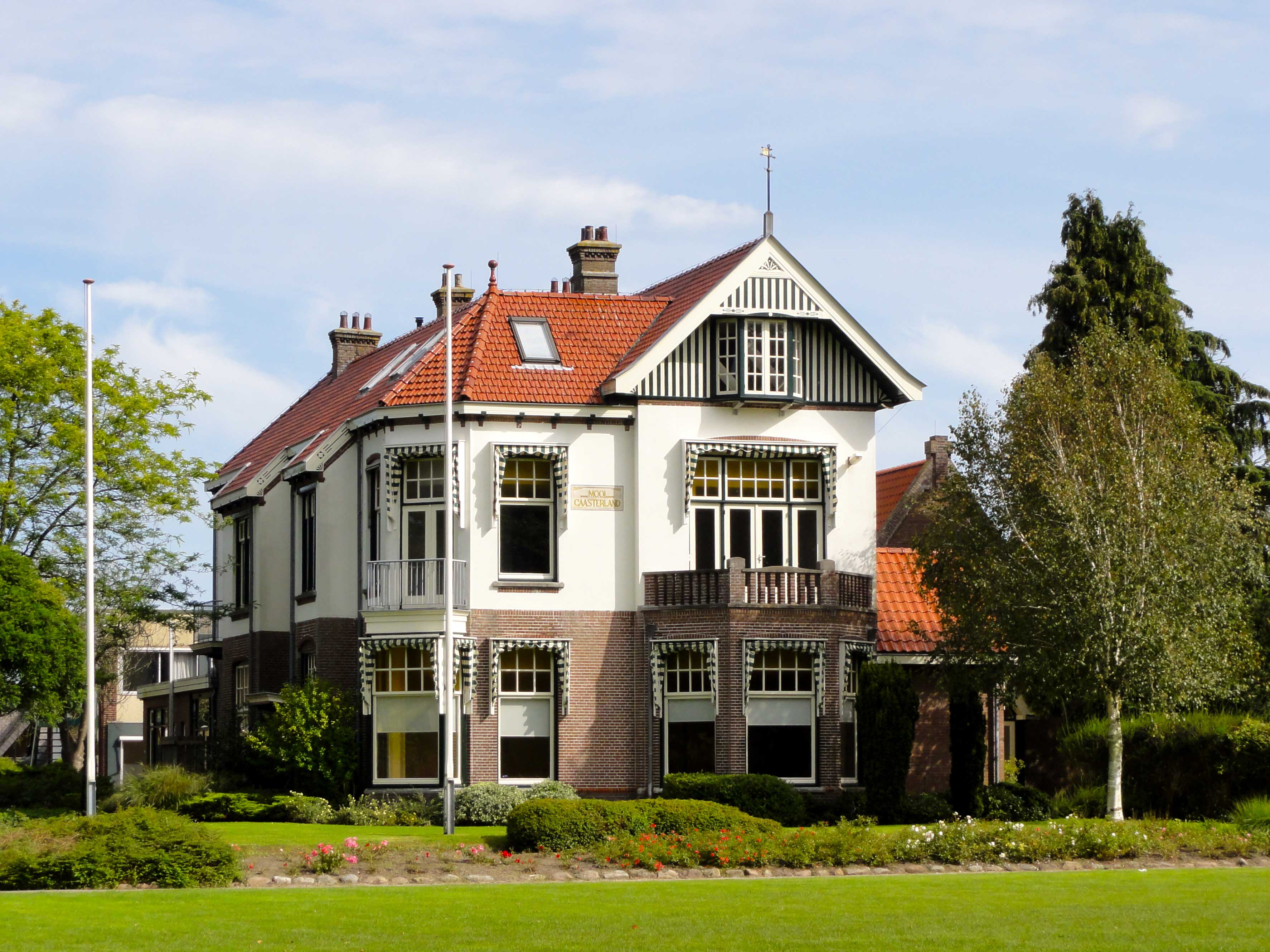
Mansão Mooi Gaasterland.

Rijs (em frísio: "Riis") é uma vila no município de De Fryske Marren, na província de Friesland, na Holanda.
Rijs está situado na estrada entre Oudemirdum e Hemelum. Rijs é mais conhecida por sua floresta plantada de 300 anos, conhecida como Rijsterbos.
Rijs tem uma área de 5,42 km2 e população de 175 pessoas segundo o censo de 2021.